# قائمة الكليات العسكرية السعودية
المصدر
| الاسم                                     | الشعار                             | المدينة                | التأسيس                      |
| ----------------------------------------- | ---------------------------------- | ---------------------- | ---------------------------- |
| كلية الأمير سلطان العسكرية للعلوم الصحية  |                                    | الظهران                | 1988م 1409 هـ                |
| كلية الملك عبد العزيز الحربية             | كلية الملك عبد العزيز الحربية      | الرياض                 | 1955م 1375هـ                 |
| كلية الملك فيصل الجوية                    |                                    | الرياض                 | 1970م 1390هـ                 |
| كلية الملك خالد العسكرية                  | كلية الملك فيصل الجوية             | الرياض خشم العان       | 1973م 1393هـ                 |
| كلية الملك فهد البحرية                    | كلية الملك فهد البحرية             | الجبيل                 | 1984م 1405هـ                 |
| كلية الملك عبدالله للدفاع الجوي           | كلية الملك عبدالله للدفاع الجوي    | الطائف                 | 1998م 1419هـ                 |
| مركز ومدرسة قوة الصواريخ الاستراتيجية     |                                    | الرياض                 | 2011م 1432هـ                 |
| المعهد الملكي الفني للقوات البرية         | المعهد الملكي الفني للقوات البرية  | بريدة                  | 1993م 1413هـ                 |
| معهد الدراسات الفنية للقوات الجوية        | معهد الدراسات الفنية للقوات الجوية | جدة الظهران            | 1948م 1367هـ                 |
| معهد الدراسات الفنية للقوات البحرية       |                                    | الدمام                 | 1978م 1399هـ                 |
| معهد قوات الدفاع الجوي                    | معهد قوات الدفاع الجوي             | الطائف جدة             | 1955م 1375هـ                 |
| المعهد الثانوي الصناعي                    |                                    | في جميع مناطق السعودية | أول معهد فتح في 1984م 1405هـ |
| معهد الدراسات المساحية والجغرافية العسكري |                                    | الرياض                 | 1986م 1407هـ                 |
| معهد اللغات العسكري                       |                                    | الرياض                 | 1958م 1378هـ                 |
| كلية الملك فهد الأمنية                    |                                    | الرياض                 | 1935م 1378هـ                 |